# 小行星2297
小行星2297（2297 Daghestan）是一颗绕太阳运转的小行星，为主小行星带小行星。该小行星于1978年9月1日发现。
該小行星以達吉斯坦蘇維埃社會主義自治共和國命名。

## 轨道参数
小行星2297的轨道半长轴为3.1619641 UA，离心率为0.135。